# Spilosoma discalis
Spilosoma discalis är en fjärilsart som beskrevs av Moore 1897. Spilosoma discalis ingår i släktet Spilosoma och familjen björnspinnare. Inga underarter finns listade i Catalogue of Life.